# Peter Willburger

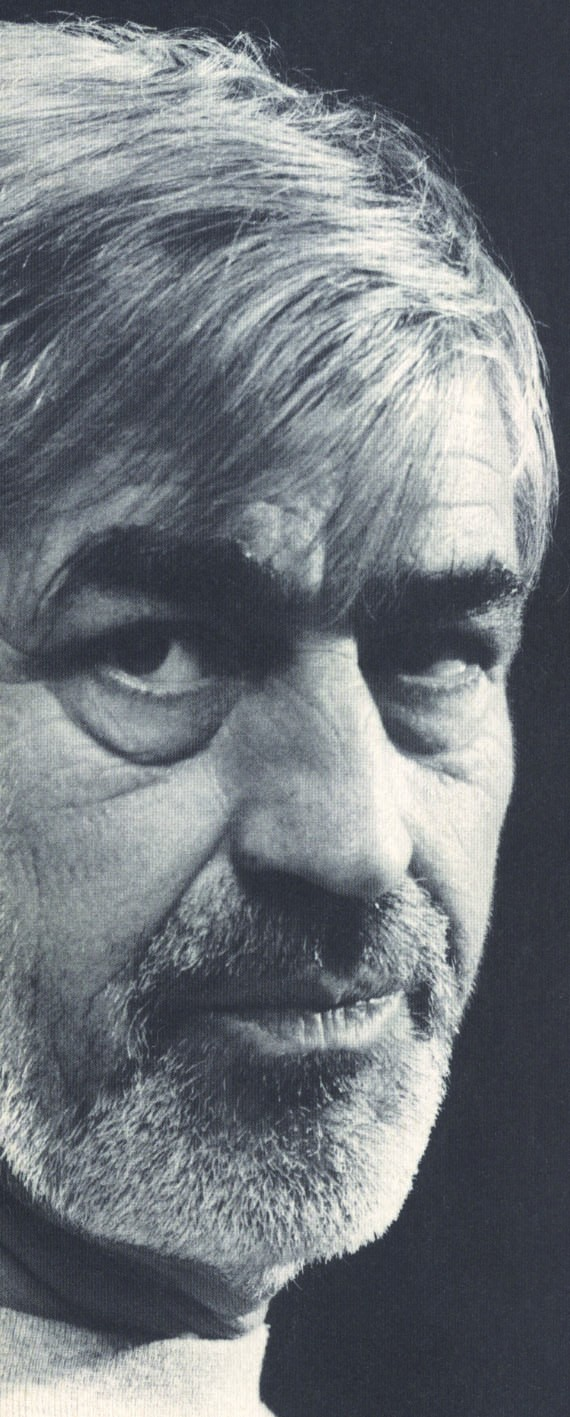
Peter Willburger

Peter Willburger (* 24. August 1942 in Hall in Tirol; † 13. März 1998 in Raito di Vietri sul Mare) war ein österreichischer Maler und Radierer.

## Leben
Peter Willburger verbrachte 1963 seinen ersten Studienaufenthalt (dank eines Begabtenförderungs-Stipendiums des Landes Tirol) jungvermählt mit seiner Frau Eva in Süditalien. Von 1964 bis 1968 lebte er mit seiner Frau und Tochter, die im Süden zur Welt kam, nach Wien, um dort an der Akademie der bildenden Künste bei Max Weiler zu studieren. Nach diesem Studienaufenthalt in Wien kehrte er 1968 wieder in den Süden zurück, diesmal an die Costiera Amalfitana, wo er 30 Jahre lang lebte und arbeitete. Am 13. März 1998 verstarb er dort nach langer Krankheit; er wurde in seiner Heimatstadt Hall in Tirol beigesetzt.

## Leistungen
Peter Willburger, Ehrenzeichenträger der Stadt Hall und Ehrenbürger der Stadt Vietri sul Mare, befasste sich sein Leben lang mit der Forschung in der Radiertechnik sowie der Suche nach dem „reinen Aquarell“ (Wasser, organische Farben, Papiermasse). Der Mittelpunkt seines künstlerischen Schaffens lag darin, neue Werte mit diesen antiken Techniken zu entdecken. Er entwickelte sich zu einem der bedeutendsten Vertreter der Radierkunst, was u. a. auch zahlreiche Auszeichnungen und Einladungen zu Konferenzen und Seminaren in Europa und den USA zur Folge hatte.

## Preise und Auszeichnungen
- 1976 Florenz, Preis der Internationalen Jury, V. Biennale Internazionale della Grafica
- 1984 Innsbruck, 1. Preis des Bundesministeriums für Unterricht und Kunst, 19. Österreichischer Graphikwettbewerb
- 1984 Fredrikstad, Preis der Internationalen Jury, 7° Norwegian International Print Biennale
- 1996 Wien, 1. Knotenpreis, Ehrung als „Professor“, Festakt in der Albertina
- 1997 Innsbruck, Verleihung des Berufstitels Professor
- 1997 Hall in Tirol, Ehrenzeichen der Stadt Hall
- 1999 Vietri sul Mare, Ehrenbürger der Stadt Vietri sul Mare (Salerno)
- 1999 Salerno, Eröffnung der Sektion „Artisti Stanieri“ in der Pinacoteca Provinciale mit seinen Werken in permanenter Ausstellung
- 2010 Hall in Tirol, Zuteilung und Benennung der „Peter-Willburger-Straße“

## Werke
Seine Werke befinden sich in bedeutenden privaten und öffentlichen Sammlungen und Museen: Graphische Sammlung Albertina Wien, Tiroler Landesmuseum Ferdinandeum Innsbruck, Haller Stadtmuseum, Museum Moderner Kunst in Skopje, Ljubljana, Krakau und Ecuador-Quito, Statens Museum for Kunst Copenhagen, Kupferstichsammlung der Akademie der Bildenden Künste Wien, Calcografia Nazionale Roma.
Nach seinem Tod wird von der Witwe Eva mit Vertretern der österreichischen Kunst- und Kulturszene der „Kunstverein Peter Willburger“ gegründet, um das künstlerische Andenken an Peter Willburger weiter zu verbreiten und zu bewahren. Die Stadt Salerno ehrt den Künstler postum mit dem Ankauf von 10 Werken, die permanent in der Pinacoteca Provinciale di Salerno ausgestellt sind, die Stadt Neapel mit einer großen Ausstellung im Palazzo Reale im Jahre 2001; die Provincia di Milano widmet dem Künstler eine Ausstellung (Il Segno e l`Incanto) in Mailand zum 10. Todestag im Jahr 2008 sowie auch die Stadt Hall in Tirol in der Burg Hasegg. Das Tiroler Landesmuseum Ferdinandeum veranstaltet eine große anthologische Ausstellung im Jahr 2010 (Netzwerke mit Seele). 2012 fand eine Ausstellung seiner Werke zu seinem 70. Geburtstag im Schloss Ambras, kuratiert von Elmar Zorn, München, statt; vor allem, um das vom Künstler 1997 gestaltete Portal „Fuga & Quod libet“ mit seinen Radierungen postum zu ehren.

Portal „Fuga & Quod libet“ Schloss Ambras
Radierung „Stiegen und Schatten“
Radierung „Jahreszeiten“
Aquarell „Profil“

## Einzelausstellungen
- 1963 Acciaroli (Salerno), „Stilleben“
- 1967 Innsbruck, Galerie Zentrum 107
- 1972 Roma, Studio S, mit Salvador Dalí, Broschüre
- 1975 Firenze, Il Bisonte, Katalog, Texte Dario Micacchi
- 1978 Venedig, Corbo & Fiore, Broschüre, Texte Magda Leonhard
- 1979 Hall/Tirol, Burg Hasegg, Katalog, Texte Guido Strazza und Peter Willburger
- 1979 Wien, Akademie der Bildenden Künste, Theseustempel, „Tempi Mediterranei“
- 1979 Matera, Sassi, La Scaletta, Seminar und Ausstellung
- 1981 Bari, Galleria Fante dei Fiori
- 1982 Salerno, Galleria Taide, Broschüre, Texte Filiberto Menna
- 1983 Wien, Albertina, Katalog, Texte W. Koschatzky, G.C. Argan, Peter Willburger
- 1984 Innsbruck, Tiroler Landesmuseum Ferdinandeum, Katalog, Texte Gert Ammann
- 1984 Wien, Galerie Elefant
- 1986 Innsbruck, Kunstpavillon, Klappbild „Wochenkalender“ – Performance und Präsentation der Doku-DVD „Ein Tag im Kalender“ (10`) von Rosaria Mari, Salerno
- 1987 Innsbruck, Galerie Thomas Flora, „Poiesis“, Text Eva Hesse
- 1989 München, Galerie Maeder, Katalog, Texte Dieter Ronte
- 1991 Innsbruck, Galerie Thomas Flora
- 1992 Salerno, Galleria Fovea, Broschüre, Texte M. Buonuomo und A. D'Avossa
- 1994 Ulm, Stadthaus, Katalog, Texte von Dieter Ronte und Peter Willburger
- 1994 Innsbruck, CA-Galerie, Texte Elmar Zorn
- 1995 Vietri sul Mare, Salerno, Palazzo Soleri, Broschüre, Texte Konrad Oberhuber, E. Zorn, Flötenkonzert Wolfgang Schulz (Wiener Philharmoniker)
- 1995 Kunstkalender Di Mauro -Cava d.T., Salerno, „Küsten“, Texte Pietro Amos, Patrizia Fiorillo, Peter Willburger
- 1995 Wien, Diners Club, Galerie, präs. Peter Kodera
- 1996 Napoli, Istituto Suor Orsola Benincasa, Broschüre, Texte Konrad Oberhuber, Cesare de Seta, Peter Willburger
- 1996 Hall/Tirol, Galerie Elefant, Burg Hasegg, Radierungen, Aquarelle. Präsentation Konrad Oberhuber; Erstaufführung von Werner Pirchners Posaunenkonzert „Der Strich des Radierers“, Komposition für P.Willburger; Künstlerporträt in der Zeitschrift „Tirol“ (Nr. 45/1996), Texte von Konrad Oberhuber und Peter Willburger
- 1996 Glasskulptur „Ausblick nach Innen“ – Hauptschule Maurach-Achensee, Präsentation Prof. E. Zorn und Arch. E. Bliem
- 1996 Festakt und Ehrung in der Albertina Wien in Anwesenheit von Landesrat F. Astl und Hofrat K. Oberhuber, 1. „Knoten-Preis“
- 1996 Rom, Istituto Nazionale della Grafica, Projekt „Fuga & Quod libet“, Portalgestaltung Schloss Ambras; 17 großformatige Radierungen auf Eisenplatten, Broschüre, Texte von Konrad Oberhuber
- 1997 Schloss Ambras, Installation des Portals und Ausstellung der Radierungen, die von den Portalplatten vor der Montage abgezogen wurden. Technische Ausführung: Arch. Ernst Bliem, Hall/Tirol; Katalog mit Beiträgen von Wilfried Seipel, K. Oberhuber und E. Zorn
- 1997 Kunsthalle Tirol/Salzlager Hall/Tirol, präsentiert von Elmar Zorn; Katalog mit Texten von K. Oberhuber und Peter Willburger

### Postume Einzelausstellungen und Initiativen (in Zusammenarbeit mit dem Kunstverein Peter Willburger)
- 1998 Gründung des „Kunstverein Peter Willburger“
- 1999 Rathaus Hall, Glasskulptur „Ausblick nach Innen“
- Seit 1999 Dauerausstellung mit Werken von Peter Willburger in der Pinacoteca Provinciale, Salerno
- 2000 Peter Willburger 1942–1998, kuratiert von Ernst Bliem und dem Kunstverein Peter Willburger, Kunstpavillon, Innsbruck
- 2000 Veröffentlichung der Monographie „Peter Willburger“ – 1942–1998, in Zusammenarbeit mit der Albertina, Wien; mit gesammelten Beiträgen internationaler Kritiker und allen Texten, die der Künstler selbst verfasste sowie mit Abbildungen aller Werke und einer umfangreichen Biblio- und Biographie
- 2001 Peter Willburger 1978–1998, kuratiert von Angelo Trimarco, Palazzo Reale, Neapel
- 2002 Radierungen, Aquarelle, Glasskulpturen – Peter Willburger zum 60. Geburtstag, kuratiert von Ernst Bliem und dem Kunstverein Peter Willburger, Rosenhaus, Hall in Tirol
- 2002 Peter Willburger zum 60. Geburtstag – Aquarelle, Mischtechniken und Radierungen, Galerie Thomas Flora, Innsbruck
- 2004 Io, sul sentiero degli Dei, kuratiert von Massimo Bignardi, Tempio di Pomana, Salerno
- 2008 Il Segno e l`Incanto, kuratiert von Antonio d`Avossa, Palazzo Guicciardini, Mailand
- 2008 Esplorazioni. Incisioni di Peter Willburger, kuratiert von Antonio d`Avossa und Ubaldo Rodari, Ghiffa – Lago Maggiore
- 2010 Netzwerke mit Seele. Eine Hommage an den Radierer Peter Willburger, kuratiert von Günther Dankl und Claudia Mark, Präsentation des Doku-Films „nichts verschwindet spurlos“ (45`) von Daniel Pöhacker, Tiroler Landesmuseum Ferdinandeum, Innsbruck
- 2012 Schloss Ambras, Innsbruck, Kunsthistorisches Museum Wien, „Fuga & Quod libet“, kuratiert von Elmar Zorn
- 2017 „AUSERLESENES von der Jugend bis zur Reife“, zum 75. Geburtstag, im 20. Todesjahr, Galerie Thomas Flora, Innsbruck

### Fresken, Keramik, Glasskulpturen, wichtige Projekte
- 1963 Wandfresco „La Vita“ im Kindergarten Acciaroli (Salerno), 300 × 250 cm und erste Ausstellung „Nature Morte“, Ölmalereien bei der Proloco Acciaroli
- 1969–70 Keramik-Wandtafeln für die Hauptschule Schönegg/Hall, Tirol, „La Vita“, 200 × 150 cm – glasierte Grestafeln mit Bassorilievo bei Ceramica Ernestine-Salerno. Weiters entwirft er Teller und Designs für Ceramica Rifa; sein letztes Werk in Keramik: „Profile“, gravierte unglasierte Keramiktafel 76 × 76 cm, realisiert bei Ceramica Cear, Vietri sul Mare.
- 1986 Projekt „Wochenkalender“, ein Collage-Klappbild mit 7 Variationen für die Stadt Hall in Tirol
- 1995 Kunstkalender Di Mauro, Cava d.T.-Salerno, „Die Küsten“ – Radierungen
- 1996 Glasskulptur „Ausblick nach innen“, Hauptschule Maurach am Achensee, Tirol
- 1996 Rom, Istituto Nazionale della Grafica, Projekt Portalgestaltung „Fuga & Quod libet“, 17 gravierte und geätzte Eisenplatten zur Gestaltung des neuen Eingangstores zum Spanischen Saal auf Schloss Ambras, Innsbruck. Druck der Radierungen von den Eisenplatten in der Calcografia Nazionale in Rom vor der Installierung auf Schloss Ambras
- 1997 Schloss Ambras, Innsbruck, Installation des Portales „Fuga & Quod libet“ und Ausstellung der Radierungen. Präsentation von Wilfried Seipel und Konrad Oberhuber; Aufführung der Musik „Der Strich des Radierers“, komponiert von Werner Pirchner für Peter Willburger; technische Ausführung: Arch. Ernst Bliem, Hall/Tirol
- 1999 Rathaus Hall in Tirol, Installation der Glasskulptur „Rückblick nach vorne“, Profile des Bürgermeisters, entworfen vom Künstler 1998; technische Realisationen: Arch. Ernst Bliem, Hall/Tirol